# Kürbitz (Altenburg)
Kürbitz bildet zusammen mit Altendorf und Kosma als Ortslagen den Ortsteil Kosma der ostthüringischen Skat- und Residenzstadt Altenburg.

## Lage
Kürbitz befindet sich 500 m südwestlich von Kosma mit Anschluss an die Landesstraße 2171 und an die Bundesstraße 7. Der landwirtschaftlich geprägte Ort liegt im landwirtschaftlich fruchtbaren Raum des Altenburger-Zeitzer-Lösshügellandes. Das Dorf liegt am linken Ufer der Blauen Flut ungefähr 4 km südwestlich der Altenburger Altstadt.

### Angrenzende Orte
Angrenzende Orte sind im Uhrzeigersinn nordöstlich beginnend Kosma, südlich Kaimnitz und Burkersdorf als Ortsteile der Gemeinde Nobitz und nordwestlich Göhren. Südwestlich schloss sich der inzwischen wüste Weiler Schlöpitz an.

## Geschichte
Um 1181–1214 fand erstmals die urkundlich Erwähnung des Dorfes statt. Der Ortsname wurde früher Curbiz oder Corbiz geschrieben, was altsorbischen Ursprung hat und so viel wie Feuerherd oder Rauchloch bedeutet. Im Ort sollen 1722 noch Reste einer Kapelle vorhanden gewesen sein.
Im 13. und 14. Jahrhundert hatten die Burggrafen von Altenburg Besitz im Ort. Später gehörte Kürbitz zum wettinischen Amt Altenburg, welches ab dem 16. Jahrhundert aufgrund mehrerer Teilungen im Lauf seines Bestehens unter der Hoheit folgender Ernestinischer Herzogtümer stand: Herzogtum Sachsen (1554 bis 1572), Herzogtum Sachsen-Weimar (1572 bis 1603), Herzogtum Sachsen-Altenburg (1603 bis 1672), Herzogtum Sachsen-Gotha-Altenburg (1672 bis 1826). Bei der Neuordnung der ernestinischen Herzogtümer im Jahr 1826 kam Kürbitz wiederum zum Herzogtum Sachsen-Altenburg. Nach der Verwaltungsreform im Herzogtum gehörte Kürbitz bezüglich der Verwaltung zum Ostkreis (bis 1900) bzw. zum Landratsamt Altenburg (ab 1900). Das Dorf gehörte ab 1918 zum Freistaat Sachsen-Altenburg, der 1920 im Land Thüringen aufging. 1922 kam es zum Landkreis Altenburg.
Am 1. April 1938 wurde der kleine Ort zusammen mit Schlöpitz nach Kosma eingegliedert. Bei der zweiten Kreisreform in der DDR wurden 1952 die bestehenden Länder aufgelöst und die Landkreise neu zugeschnitten. Somit kam Kürbitz als Ortsteil von Kosma mit dem Kreis Altenburg an den Bezirk Leipzig; jener gehörte seit 1990 als Landkreis Altenburg zu Thüringen und ging 1994 im Landkreis Altenburger Land auf. Mit der Eingemeindung von Kosma nach Altenburg wurde Kürbitz am 31. Dezember 1996 ein Ort innerhalb des Altenburger Ortsteils Kosma.

### Schlöpitz
Der inzwischen wüst gefallene Weiler Schlöpitz wurde in den Jahren 1181 und 1214 im Zehntverzeichnis des Klosters Bosau erstmals als Zlepz urkundlich erwähnt, was altsorbisch so viel wie die Hervorquellende bedeutet. Der Ort befand sich im Tal der Blauen Flut an zwei ehemaligen Teichen auf einer Höhe von 200 bis 205 m über NN. Im Ort existierte eine Mühle und ein Rittergut. Die LPG Typ III Freies Land Kosma unterhielt in dem Dorf einen Technikstützpunkt. Die Gemarkung des Ortes umfasst 87 ha, im Jahre 1935 lebten 24 Einwohner in Schlöpitz. Im Februar 1985 wurden die letzten Gebäude nach mehrjährigem Leerstand und Verfall abgerissen. Heute steht die einstige Befestigungsanlage einer Wasserburg unter Bodendenkmalschutz, Die Insel.